# 法特施泰滕
法特施泰滕（發音：[faːtɐˈʃtɛtn̩] ⓘ）是德国巴伐利亚州上巴伐利亚行政区埃伯斯贝格县的市镇，面积34.08平方千米，2023年12月31日人口为25,596人。